# Trådtåg

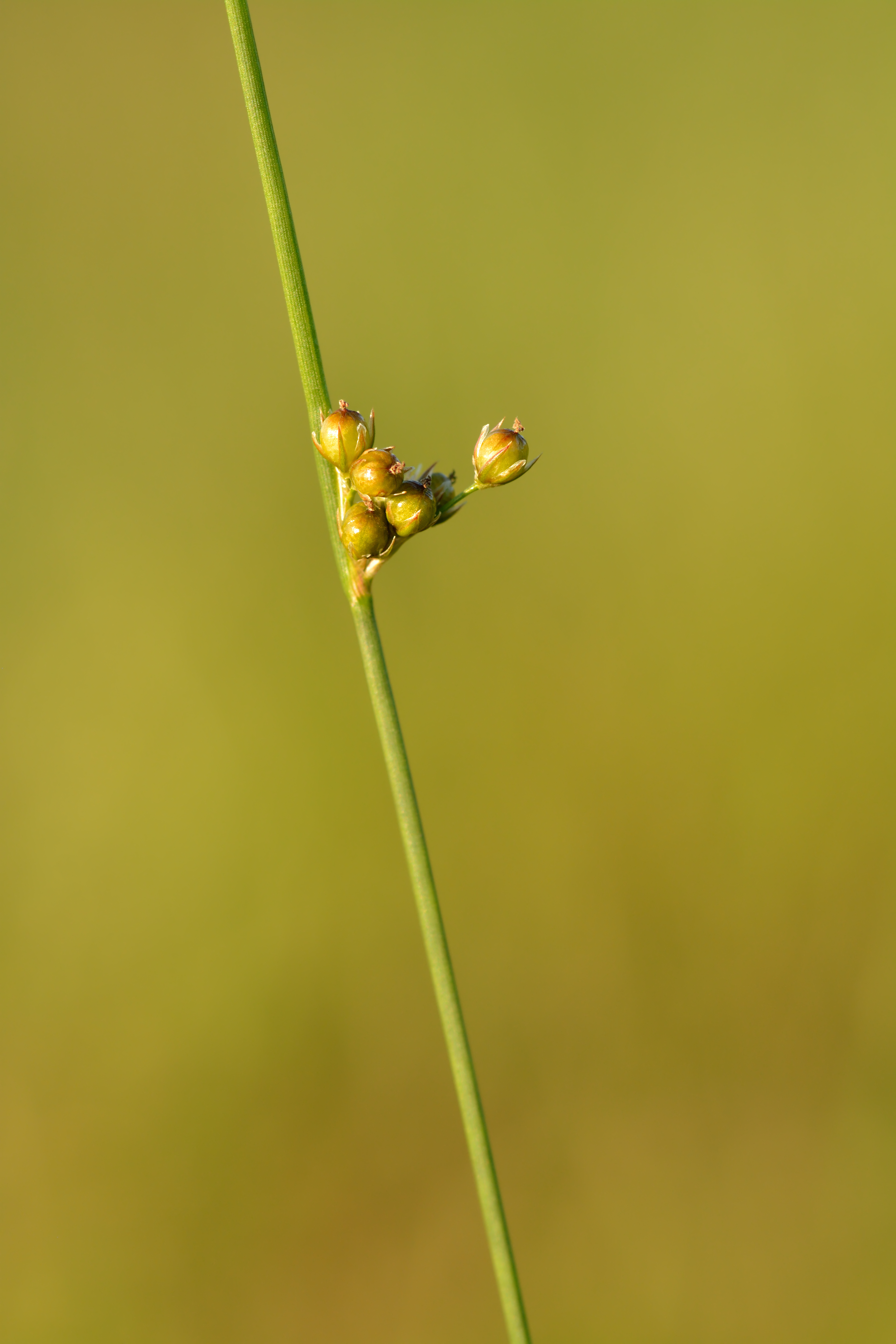
Trådtåg

Trådtåg (Juncus filiformis) är en växtart i släktet tåg och familjen tågväxter. 

## Beskrivning
Trådtåg är späd och flerårig och har en krypande jordstam. Dess strån blir cirka fyra decimeter höga och är cirka en millimeter tjocka.
Trådtåg blommar i juli-augusti, med en liten, tämligen gles blomställning med ett mycket långt stödblad, vilket gör att det ser ut som om blomställningen sitter mitt på strået. Blommorna har ljusbruna kalkblad som är oliklånga. Fruktkapseln är ljusbrun och i princip helt rund.

## Utbredning
I Sverige är trådtåg vanlig i hela landet, på fuktig och mager sand- och torvjord, i skogar, kärrkanter och diken.